# Plectoderoides vittifrons
Plectoderoides vittifrons är en insektsart som beskrevs av Hajime Ishihara 1954. Plectoderoides vittifrons ingår i släktet Plectoderoides och familjen vedstritar. Inga underarter finns listade i Catalogue of Life.